# Ela, Panda și Madam
Ela, Panda și Madam este un film românesc din 2013 regizat de Andrei Ștefan Răuțu. Rolurile principale au fost interpretate de actorii Elena Voineag, Tatiana Iekel.

## Distribuție
Distribuția filmului este alcătuită din:
- Elena Voineag — Ela
- Tatiana Iekel — Madam
- Cristian Popa